# Rayo (torpedero)
El Rayo fue un torpedero de la clase Ariete perteneciente a la Armada Española. 

## El buque
Su gobierno corría a cargo de dos timones que maniobraban simultáneamente accionados por un servomotor. Su casco estaba formado por planchas de acero Martín-Siemens y contaba con 12 compartimentos estancos.
Disponía de 15 eyectores para achicar agua, con capacidad cada uno de ellos para desalojar 35 toneladas de agua por hora. Montaba tres mástiles abatibles para un aparejo auxiliar, con una superficie de velamen de 156,36 m².

## Historial
Junto con su gemelo, el Ariete formó la segunda pareja de torpederos autorizada en 1886. Se firmó el contrato para su construcción con la empresa británica Thornycroft el 18 de mayo de 1886.
El Rayo y el Ariete fueron los últimos torpederos encargados por la Armada Española durante el siglo XIX, orientándose a partir de ese momento la Armada hacia los cañoneros torpederos y los destructores. 
Participó de las maniobras de todos los torpederos en servicio de 1888, y en las organizadas y mandadas por Joaquín Bustamante y Quevedo en la Escuela de Torpedos de Cartagena entre el 20 y el 21 de noviembre de 1891, junto con los torpederos Ariete, Halcón, Retamosa y Barceló. 
Durante la Guerra Hispano-Estadounidense, el Rayo fue incorporado a la División del capitán de navío Fernando Villaamil, aunque fue descartada su participación en la posterior campaña durante la travesía del Atlántico. 

### Pérdida
El 26 de septiembre de 1905 recibió un nuevo nombre al decidirse nombrar por números a todos los torpederos, por lo que fue designado como torpedero N.º 4. Quedó destruido por un incendio el 10 de diciembre de 1905 junto con su gemelo, el Ariete, cuando se encontraban en el dique seco en el Arsenal de la Carraca.